# بدعشترت

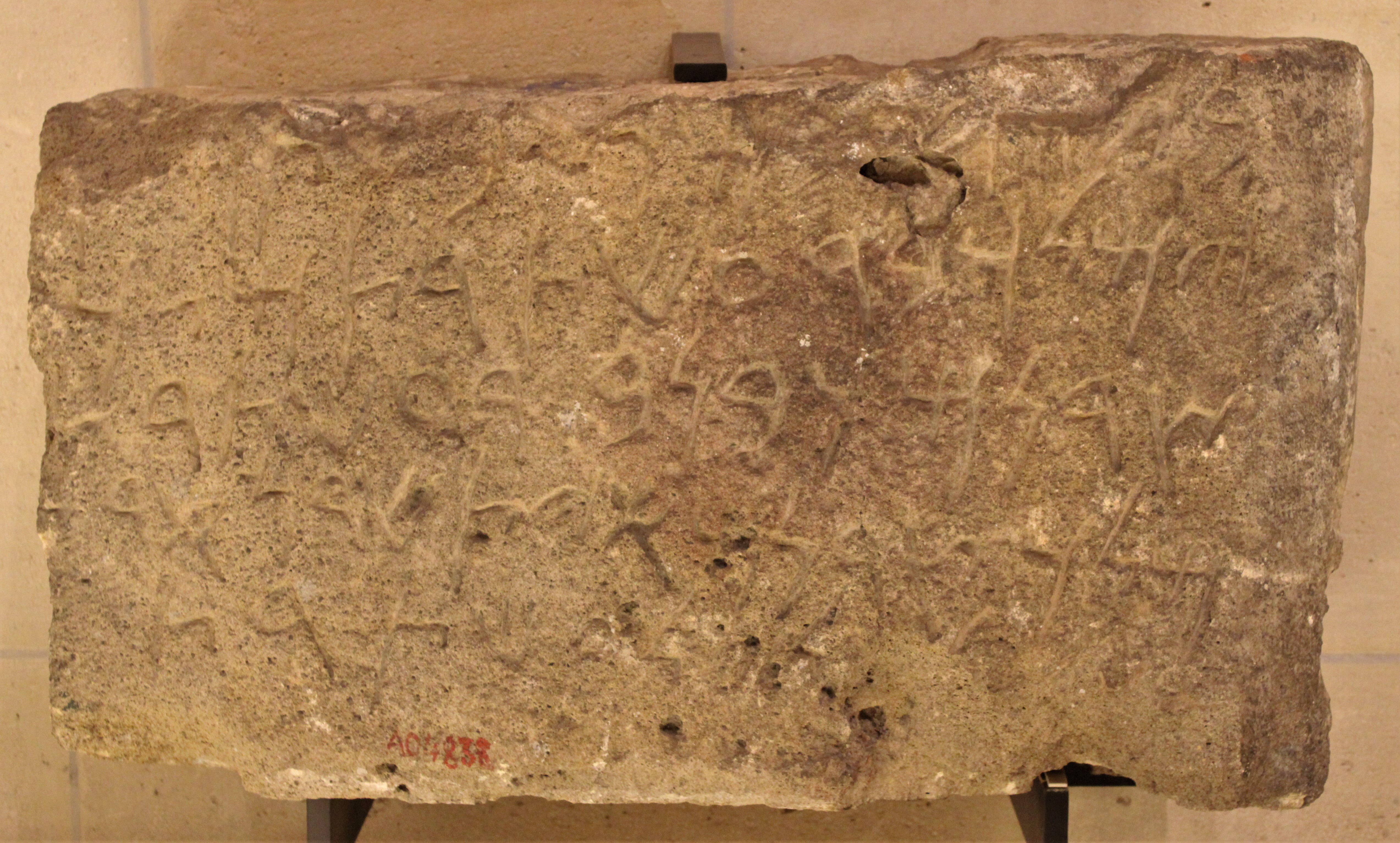
تقدیم پادشاه صیدا به الهه اشترت در ربع سوم قرن پنجم قبل از میلاد که در دیواری در نزدیکی صیدا باستان (لبنان امروزی) یافت شد.(از جنس سنگ آهک)

بُدعَشتَرت (انگلیسی: Bodashtart؛ به زبان فنیقی: 𐤁𐤃𐤏𐤔𐤕𐤓𐤕) (حدود ۵۲۵ تا ۵۱۵ پیش از میلاد) از والیان شاهنشاهی هخامنشی در فنیقیه بود که بر شهر صیدا فرمان می‌راند. نام او به معنی «از دست عشتروت» (به یَدِ عشتروت) است. عشتروت از ایزدبانوهای فنیقی است.
او نوه پادشاه اشمونصر یکم و جانشین پسر عموی خود اشمونصر دوم شد و بر تخت سلطنت صیدا نشست. تاریخ‌دانان بر این باورند که پسر بدعشترت به نام یاتونمیلک پس از او جانشین وی شد.
بدعشترت سازنده‌ای پرکار بود و نام او بر حدود ۳۰ سنگ‌نبشته در نیایشگاه اشمون و جاهای دیگر در اطراف شهر صیدا در لبنان یافت شده‌است.
پس از فتح به‌دست هخامنشیان در سال ۵۳۹ پیش از میلاد، فنیقیه به چهار بخشِ در دست والیان ایران تقسیم شد: صور، صیدا، بیبلوس و ارواد. اشمونصر یکم، کاهن ایزدبانوی عشتروت و بنیادگذار سلسله همنام خود، در زمان تسخیر شام توسط هخامنشیان پادشاه صیدا شد. در طی مرحله اول حکومت هخامنشی، صیدا شکوفا شد و جایگاه سابق خود را به عنوان شهر اصلی فنیقیه پس گرفت و پادشاهان صیدا برنامه گسترده‌ای از پروژه‌های ساختمانی در مقیاس گسترده را که در حروف نگاشته‌شده بر تابوت‌های سنگی اشمنصر دوم و بدعشترت گواهی شده‌است، آغاز کردند.